# Enrique Puelma
Enrique Puelma (* 21. Mai 1914 in Santiago de Chile; † 22. Februar 1991) war ein deutsch-chilenischer Grafiker und Künstler.

## Leben
Enrique Puelma wurde am 21. Mai 1914 als Sohn eines Malers in Santiago de Chile geboren. Aus familiären Gründen kam er früh nach Deutschland und bildete sich unter anderem in München zum Grafiker und Künstler aus. Nach dem Ausbruch des Zweiten Weltkriegs reiste er in die Schweiz, wo er in Zürich Vorlesungen in Kunstgeschichte besuchte. 1960 nahm er seinen Wohnsitz in Gockhausen bei Dübendorf, Kanton Zürich. Puelma leitete vierzehn Jahre lang ein Atelier für Kinowerbung, anschließend besaß er ein eigenes Atelier für Werbegrafik in Dübendorf.
Neben seinem Brotberuf übte er künstlerische Tätigkeiten in verschiedenen Bereichen aus: Einerseits widmete er sich der Landschaftsmalerei, andrerseits verfertigte er homoerotische Zeichnungen, die zum Teil in der Zeitschrift Der Kreis veröffentlicht wurden. Puelma verwendete dafür das Pseudonym „Rico“ – nicht zu verwechseln mit dem Maler „Ricco“ (Erich Wassmer). Von 1974 bis 1976 zeichnete er darüber hinaus die Hefte 57 bis 60 der Serie Lurchis Abenteuer.
Puelma starb am 22. Februar 1991. Sein Nachlass homoerotischer Art befindet sich im Schwulenarchiv Schweiz (Depositum im Schweizerischen Sozialarchiv in Zürich).  Sein Werbe-Nachlass befindet sich in der Grafiksammlung des Museums für Gestaltung Zürich.

## Ausstellung
- Stadthaus und Stadtgalerie Dübendorf ZH, 1999